# تپه ده‌ور
تپه ده ور در شهرستان دره‌شهر، بخش مرکزی، دهستان زرین‌دشت، ۱/۵ کیلومتری شرق روستای وحدت آباد واقع شده و این اثر در تاریخ ۳۰ بهمن ۱۳۸۶ با شمارهٔ ثبت ۲۱۰۳۶ به‌عنوان یکی از آثار ملی ایران به ثبت رسیده است.